# Miel et Venin
Albums de Marie Carmen
Dans la peau
(1989) L'Une
(1995)
Miel et Venin est le deuxième album studio de la chanteuse pop québécoise Marie Carmen, sorti au Canada en avril 1992 sur le label Disques Double.
L'album est certfié disque d'or dès juillet 1992 et obtient la certification double platine en mars 1993 par Music Canada.
Il reçoit, en 1993, un prix Félix lors du Gala de l'ADISQ, dans la catégorie « Album de l'année - Meilleur vendeur ».

## Liste des titres
| No  | Titre                                                      | Durée |
| --- | ---------------------------------------------------------- | ----- |
| 1.  | Donne-toi                                                  | 4:21  |
| 2.  | Tôt ou tard                                                | 4:35  |
| 3.  | Entre l'ombre et la lumière                                | 4:30  |
| 4.  | C'est l'enfer                                              | 3:55  |
| 5.  | Prince du ciel                                             | 4:09  |
| 6.  | Vivre... ou passer son tour                                | 3:58  |
| 7.  | À ma façon                                                 | 4:32  |
| 8.  | Miel et venin                                              | 3:16  |
| 9.  | Comme une fusée                                            | 3:56  |
| 10. | L'Aigle noir (reprise de Barbara)                          | 4:32  |
| 11. | Déjà vu                                                    | 4:05  |
|     | Titre bonus, édition française (Disques Double, EMI, 1993) |       |
| 12. | Une femme, un homme (feat. Murray Head)                    | 5:38  |

## Crédits
| - Chant : Marie Carmen - Basse et claviers : Jean-Pierre Isaac - Piano : Dan Bigras - Guitares : Jean-Pierre Isaac et Jeff Smallwood - Batterie : Jean-Pierre Isaac et Dominique Messier - Choristes : Agnès Sohier, Marie Carmen, Marc Javelin, Breen LeBoeuf | - Réalisation, programmation et arrangements : Jean-Pierre Isaac (pour les Productions Numuz inc.) - Batterie enregistrée au Studio Piccolo par Bruno de Luca - Voix enregistrées au Studio Victor par Lük Pellerin - Prise de voix additionnelle au Studio Numuz par Jean-Pierre Isaac - Mixé au Studio Numuz par Jean-Pierre Isaac - Mastering : S.N.B. - Concepteur pochette : Pierre Tremblay - Graphiste : Luc Pilon (pour les Studios Graphidée, Montréal) - Maquillage : Lorette Chiesa (Salon Giovanni-Orbite Coupe Beauté) - Coiffure : Bruno Desjardins - Photographe : Jean Blais - Production : Les Productions Pierre Tremblay inc. |

## Certification
| Région                                                                                                 | Certification | Ventes/Streams |
| --- | ------------- | -------------- |
| Canada (Music Canada)                                                                                  | 2 × Platine   | 200 000^       |
| *Ventes selon la certification ^Mise en rayon selon la certification xNon précisé par la certification |               |                |